# Liste der portugiesischen Botschafter in Bangladesch

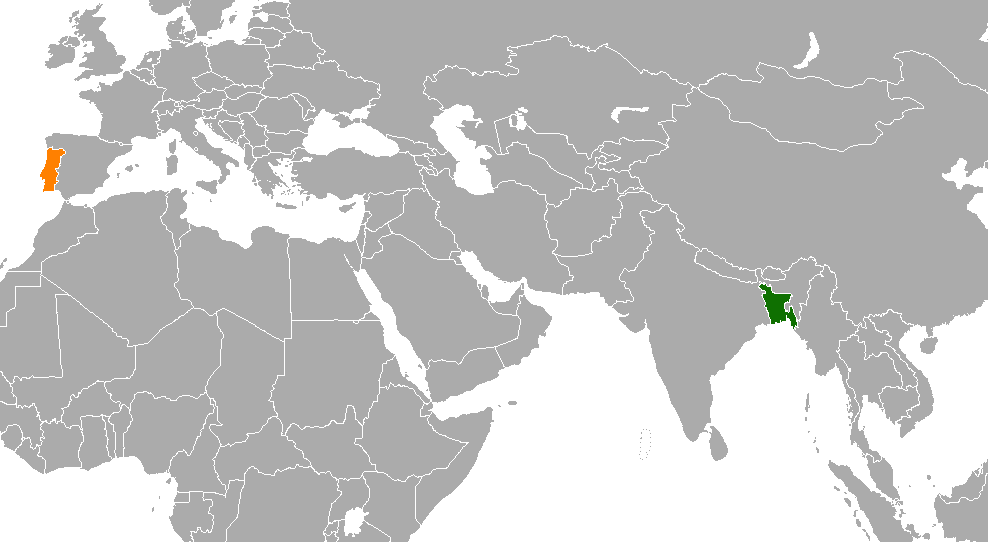
Lage Portugals (orange) und Bangladeschs (grün)

Die Liste der portugiesischen Botschafter in Bangladesch listet die Botschafter der Republik Portugal in Bangladesch auf. Die beiden Staaten unterhalten seit 1974 diplomatische Beziehungen, die auf die Ankunft der ersten Portugiesischen Entdeckungsreisenden und ihre ersten Ansiedlungen im heutigen Bangladesch ab 1516 zurückgehen.
Eine eigene Botschaft richtete Portugal in Bangladesch bisher nicht ein, das Land gehört zum Amtsbezirk des Portugiesischen Botschafters in Indien, der sich dazu in Bangladesch zweitakkreditiert.
In Bangladeschs Hauptstadt Dhaka ist ein portugiesisches Honorarkonsulat eingerichtet.

## Missionschefs
| Name                                                | Bild        | Amtszeit         | Anmerkungen                                                                  |
| Bangladesch                                         | Bangladesch | Bangladesch      | Bangladesch                                                                  |
| --------------------------------------------------- | ----------- | ---------------- | ---------------------------------------------------------------------------- |
| Luis Gaspar da Silva                                |             | ab 1978          | Botschafter mit Amtssitz Neu-Delhi, am 3. Mai 1978 in Dhaka akkreditiert     |
| João Eduardo Monteverde Pereira Bastos              |             | ab 1980          | Botschafter mit Amtssitz Neu-Delhi, am 12. August 1980 in Dhaka akkreditiert |
| António Manuel da Veiga e Meneses Cordeiro          |             | ab 1982          | Botschafter mit Amtssitz Neu-Delhi, 1982 in Dhaka akkreditiert               |
| António Telo Moreira de Almeida de Magalhães Colaço |             | ab 1985          | Botschafter mit Amtssitz Neu-Delhi, am 5. März 1985 in Dhaka akkreditiert    |
| Álvaro Manuel Soares Guerra                         |             | ab 1989          | Botschafter mit Amtssitz Neu-Delhi, am 29. März 1989 in Dhaka akkreditiert   |
| Marcello de Zaffiri Duarte de Mathias               |             | ab 1993          | Botschafter mit Amtssitz Neu-Delhi, am 20. Mai 1994 in Dhaka akkreditiert    |
| Manuel Marcelo Monteiro Curto                       |             | ab 1997          | Botschafter mit Amtssitz Neu-Delhi, am 7. Mai 1998 in Dhaka akkreditiert     |
| Francisco Manuel Guimarães Henriques da Silva       |             | ab 2001          | Botschafter mit Amtssitz Neu-Delhi                                           |
| Joaquim José Lemos Ferreira Marques                 |             | ab 2002          | Botschafter mit Amtssitz Neu-Delhi                                           |
| Luís Filipe Carrilho de Castro Mendes               |             | ab 2007          | Botschafter mit Amtssitz Neu-Delhi                                           |
| Jorge Ayres Rosa de Oliveira                        |             | ab 2011          | Botschafter mit Amtssitz Neu-Delhi                                           |
| João do Carmo Ataíde da Câmara                      |             | seit 2. Mai 2016 | Botschafter mit Amtssitz Neu-Delhi                                           |